# فرغوس فولز
فرغوس فولز (بالإنجليزية: Fergus Falls)‏ هي مدينة في مقاطعة اوتير تايل، ولاية مينيسوتا، بالولايات المتحدة الأمريكية. يبلغ عدد سكانها 13471 (حسب تعداد عام 2000). وهي مقر لمقاطعة اوتير تايل.

## التركيبة السكانية
حدّد مكتب تعداد الولايات المتحدة بيانات التركيبة السكانية لفرغوس فولز في تعداد الولايات المتحدة. في ما يلي، التركيبة السكانية حسب تعدادي 2000 و2010.

### تعداد عام 2000
بلغ عدد سكان فرغوس فولز 13,471 نسمة بحسب تعداد عام 2000، وبلغ عدد الأسر 5,633 أسرة وعدد العائلات 3,307 عائلة مقيمة في المدينة. في حين سجلت الكثافة السكانية 329.8 نسمة لكل كيلومتر مربع (854.2/ميل2). وبلغ عدد الوحدات السكنية 5,909 وحدة بمتوسط كثافة قدره 144.7 لكل كيلومتر مربع (374.8/ميل2).
وتوزع التركيب العرقي للمدينة بنسبة 97.02% من البيض و0.62% من الأمريكيين الأفارقة و0.76% من الأمريكيين الأصليين و0.57% من الأمريكيين ذوي الأصول الآسيوية و0.01% من سكان جزر المحيط الهادئ و0.20% من الأعراق الأخرى و0.82% من عرقين مختلطين أو أكثر و0.91% من الهسبانيون أو اللاتينيون من أي عرق.
بلغ عدد الأسر 5,633 أسرة كانت نسبة 29.4% منها لديها أطفال تحت سن الثامنة عشر تعيش معهم، وبلغت نسبة الأزواج القاطنين مع بعضهم البعض 47.2% من أصل المجموع الكلي للأسر، ونسبة 9% من الأسر كان لديها معيلات من الإناث دون وجود شريك، بينما كانت نسبة 2.6% من الأسر لديها معيلون من الذكور دون وجود شريكة وكانت نسبة 41.3% من غير العائلات. تألفت نسبة 35.5% من أصل جميع الأسر من عدة أفراد يعيشون في نفس المنزل ونسبة 18% كانت تتألف من شخص يعيش بمفرده يبلغ من العمر 65 عاماً أو أكثر. وبلغ متوسط حجم الأسرة المعيشية 2.25، أما متوسط حجم العائلات فبلغ 2.94.
بلغ العمر الوسطي للسكان 39.8 عاماً. وكانت نسبة 22.8% من القاطنين تحت سن الثامنة عشر، وكانت نسبة 9.6% بين الثامنة عشر والرابعة والعشرين عاماً، ونسبة 23.4% كانت واقعةً في الفئة العمرية ما بين الخامسة والعشرين والرابعة والأربعين عاماً، ونسبة 19.7% كانت ما بين الخامسة والأربعين والرابعة والستين، ونسبة 18.6% كانت ضمن فئة الخامسة والستين عاماً فما فوق. يوجد لكل 100 أنثى 88.5 ذكر، ويوجد لكل 100 أنثى في الثامنة عشر من عمرها فما فوق 84.8 ذكر.
بلغ متوسط دخل الأسرة في المدينة 31,454 دولارًا، أما متوسط دخل العائلة فبلغ 44,280 دولارًا. وكان متوسط دخل الذكور 32,051 دولارًا مقابل 20,841 دولارًا للإناث. وسجل دخل الفرد الخاص بالمدينة 18,929 دولارًا. وكانت نسبة 7% من العائلات ونسبة 10.8% من السكان تحت خط الفقر، وكان من هؤلاء نسبة 11.6% تحت سن الثامنة عشر ونسبة 10% في الخامسة والستين من العمر وما فوق.

### تعداد عام 2010
بلغ عدد سكان فرغوس فولز 13,138 نسمة بحسب تعداد عام 2010، وبلغ عدد الأسر 5,814 أسرة وعدد العائلات 3,262 عائلة مقيمة في المدينة. في حين سجلت الكثافة السكانية 321.7 نسمة لكل كيلومتر مربع (833.2/ميل2). وبلغ عدد الوحدات السكنية 6,342 وحدة بمتوسط كثافة قدره 155.3 لكل كيلومتر مربع (402.2/ميل2).
وتوزع التركيب العرقي للمدينة بنسبة 95.48% من البيض و1.12% من الأمريكيين الأفارقة و0.81% من الأمريكيين الأصليين و0.66% من الأمريكيين ذوي الأصول الآسيوية و0.02% من سكان جزر المحيط الهادئ و0.37% من الأعراق الأخرى و1.55% من عرقين مختلطين أو أكثر و1.56% من الهسبانيون أو اللاتينيون من أي عرق.
بلغ عدد الأسر 5,814 أسرة كانت نسبة 25.5% منها لديها أطفال تحت سن الثامنة عشر تعيش معهم، وبلغت نسبة الأزواج القاطنين مع بعضهم البعض 43% من أصل المجموع الكلي للأسر، ونسبة 9.6% من الأسر كان لديها معيلات من الإناث دون وجود شريك، بينما كانت نسبة 3.5% من الأسر لديها معيلون من الذكور دون وجود شريكة وكانت نسبة 43.9% من غير العائلات. تألفت نسبة 38.7% من أصل جميع الأسر من عدة أفراد يعيشون في نفس المنزل ونسبة 18.1% كانت تتألف من شخص يعيش بمفرده يبلغ من العمر 65 عاماً أو أكثر. وبلغ متوسط حجم الأسرة المعيشية 2.15، أما متوسط حجم العائلات فبلغ 2.84.
بلغ العمر الوسطي للسكان 43.4 عاماً. وكانت نسبة 21.4% من القاطنين تحت سن الثامنة عشر، وكانت نسبة 8.3% بين الثامنة عشر والرابعة والعشرين عاماً، ونسبة 22% كانت واقعةً في الفئة العمرية ما بين الخامسة والعشرين والرابعة والأربعين عاماً، ونسبة 26% كانت ما بين الخامسة والأربعين والرابعة والستين، ونسبة 22.2% كانت ضمن فئة الخامسة والستين عاماً فما فوق. وتوزع التركيب الجنسي للسكان بنسبة 47% ذكور و53% إناث.

## المناخ
يظهر الجدول التالي التغييرات المناخية على مدار السنة لفرغوس فولز:
| البيانات المناخية لـفرغوس فولز    | البيانات المناخية لـفرغوس فولز | البيانات المناخية لـفرغوس فولز | البيانات المناخية لـفرغوس فولز | البيانات المناخية لـفرغوس فولز | البيانات المناخية لـفرغوس فولز | البيانات المناخية لـفرغوس فولز | البيانات المناخية لـفرغوس فولز | البيانات المناخية لـفرغوس فولز | البيانات المناخية لـفرغوس فولز | البيانات المناخية لـفرغوس فولز | البيانات المناخية لـفرغوس فولز | البيانات المناخية لـفرغوس فولز | البيانات المناخية لـفرغوس فولز |
| الشهر                             | يناير                          | فبراير                         | مارس                           | أبريل                          | مايو                           | يونيو                          | يوليو                          | أغسطس                          | سبتمبر                         | أكتوبر                         | نوفمبر                         | ديسمبر                         | المعدل السنوي                  |
| --------------------------------- | ------------------------------ | ------------------------------ | ------------------------------ | ------------------------------ | ------------------------------ | ------------------------------ | ------------------------------ | ------------------------------ | ------------------------------ | ------------------------------ | ------------------------------ | ------------------------------ | ------------------------------ |
| متوسط درجة الحرارة الكبرى °ف (°م) | 16 (−9)                        | 23 (−5)                        | 35 (2)                         | 53 (12)                        | 68 (20)                        | 76 (24)                        | 80 (27)                        | 79 (26)                        | 69 (21)                        | 56 (13)                        | 36 (2)                         | 22 (−6)                        | 51 (11)                        |
| متوسط درجة الحرارة الصغرى °ف (°م) | −3 (−19)                       | 4 (−16)                        | 17 (−8)                        | 32 (0)                         | 46 (8)                         | 55 (13)                        | 60 (16)                        | 57 (14)                        | 47 (8)                         | 34 (1)                         | 20 (−7)                        | 4 (−16)                        | 31 (0)                         |
| الهطول إنش (مم)                   | 0.99 (25)                      | 0.58 (15)                      | 1.45 (37)                      | 1.58 (40)                      | 2.66 (68)                      | 3.75 (95)                      | 3.34 (85)                      | 3.14 (80)                      | 2.19 (56)                      | 2.02 (51)                      | 1.17 (30)                      | 0.50 (13)                      | 23.47 (596)                    |
| المصدر: Weather.com               |                                |                                |                                |                                |                                |                                |                                |                                |                                |                                |                                |                                |                                |

## أعلام
- فرانك ألبرتسون
- جاكوب فولكمان
- وين روبرتس
- ماركوس بورغ
- بيل لوثر